# I Know What You Want
«I Know What You Want» (en español: «Sé lo que quieres») es una canción escrita por el rapero Busta Rhymes y producida por Rick Rock del octavo álbum de Rhymes It Ain't Safe No More (2002). Se trata de una colaboración con la cantante estadounidense Mariah Carey que fue escrita además por Rah Digga, R. McNaire, R. Thomas y Spliff Star. Además, incluye un rap del grupo de Busta Rhymes, Flipmode Squad: Spliff Star, Baby Sham, Rah Digga y Rampage. 
Fue el segundo sencillo del álbum It Ain't Safe No More, publicado en 2003, y se convirtió en un éxito en todo el mundo, llegando al número tres en Estados Unidos, Australia y Reino Unido. Fue un gran éxito para Rhymes, cuyo anterior sencillo, Make It Clap, no llegó a entrar en los primeros cuarenta puestos de la lista estadounidense Billboard Hot 100. I Know What You Want se mantuvo entre las cuarenta primeras posiciones durante veintiuna semanas. Para Mariah Carey, supuso la vuelta a la cima tras una serie de sencillos sin éxito y se convirtió en uno de sus mayores éxitos en varios años. Columbia Records incluyó la canción posteriormente en su álbum The Remixes (2003).
Cuando se publicó la canción, se rumoreó que Mariah Carey iba a ir a Filipinas por primera vez de gira con el tour Charmbracelet World Tour. Según se animaban las emisiones de la canción en la radio, al mismo tiempo, la probabilidad de que la cantante actuase en el país se redujo, ya que se creía que se había desechado la idea. Según se dijo, ésta fue la razón de que la canción sólo llegase al número tres, a pesar de haber tenido una gran repercusión en la radio. En octubre, Mariah Carey publicó en su sitio web que se incluiría un concierto el 16 de noviembre. Para entonces, I Know What You Want ya había caído, pero su sencillo Bringin' on the Heartbreak se disparó al número uno en noviembre, para la llegada de la cantante. La tremenda acogida de este sencillo animó las ventas del álbum Charmbracelet y se publicó con un formato especial.

## Vídeo
El vídeo fue dirigido por Chris Robinson y cuenta con Busta Rhymes, Flipmode Squad y Mariah Carey pasando el rato en una mansión mientras hablan sobre si "saben lo que quieren". Carey hace publicidad de su propia marca de joyería, Automatic Princess.
La canción no se puede descargar en iTunes desde el álbum de Busta Rhymes, It Ain't Safe No More, aunque sí desde el álbum de Mariah The Remixes.

## Remixes y versiones
A Cappella 4:28

Main Version 5:24

Radio Version 4:12

Radio Instrumental 4:14

Video Version 5:29

## Listas
| Lista (2003)                           | Posición |
| -------------------------------------- | -------- |
| Alemania (Offizielle Deutsche Charts)  | 9        |
| Australia (ARIA)                       | 3        |
| Brasil                                 | 14       |
| Canadá                                 | 5        |
| Estados Unidos (Billboard Hot 100)     | 3        |
| Estados Unidos (ARC Weekly Top 40)     | 2        |
| Estados Unidos (Hot Rap Songs)         | 3        |
| Estados Unidos (Hot R&B/Hip-Hop Songs) | 2        |
| Estados Unidos (Mainstream Top 40)     | 4        |
| Estados Unidos (Rhythmic Songs)        | 3        |
| Estados Unidos (Top 40 Tracks)         | 6        |
| Filipinas                              | 3        |
| Francia (SNEP)                         | 25       |
| Holanda                                | 6        |
| Irlanda                                | 4        |
| Italia (FIMI)                          | 9        |
| Nueva Zelanda (Recorded Music NZ)      | 7        |
| Reino Unido (UK Singles Chart)         | 3        |
| Sudáfrica                              | 1        |
| Suecia (Sverigetopplistan)             | 11       |
| Suiza (Schweizer Hitparade)            | 5        |